# Ptilodexia ponderosa
Ptilodexia ponderosa är en tvåvingeart som först beskrevs av Charles Howard Curran 1930.  Ptilodexia ponderosa ingår i släktet Ptilodexia och familjen parasitflugor.
Artens utbredningsområde är Florida. Inga underarter finns listade i Catalogue of Life.